# Deutsche Fertigungskennzeichen

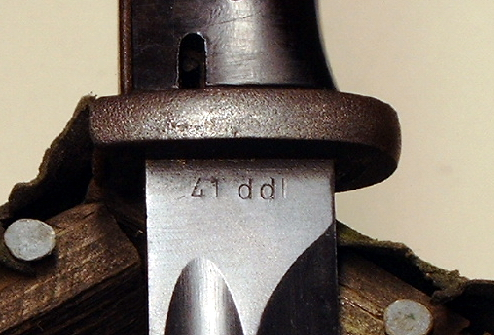
Bajonett S84/98 eines deutschen Karabiners 98k, Hersteller-Kennzeichnung „ddl“

Deutsche Fertigungskennzeichen sind codierte Herstellerangaben, die von 1940 bis 1945 aus Gründen der Geheimhaltung für militärisches Gerät (Waffen, Munition, Sprengstoff und Ausrüstungsgegenstände) verwendet wurden. Aufschlüsse über Produktionsstätten, Standorte und Leistung sollten dadurch den Gegnern im Zweiten Weltkrieg verwehrt, die Aufklärung und Zerstörung sowie Spionage und Sabotage verhindert werden.
Jeder für die deutsche Wehrmacht tätige Betrieb bekam Fertigungskennzeichen zugewiesen (manchmal auch mehrere), die auf den entsprechenden Produkten angebracht wurden. Dabei spielte es keine Rolle, ob sich der Produktionsstandort in Deutschland, in den besetzten Gebieten oder im Ausland befand. Die über 9300 bekannten verschiedenen Fertigungskennzeichen verdeutlichen die große Zahl von Betrieben und Firmen, die für die deutsche Rüstung tätig waren.

## Geschichte
Schon seit dem Altertum wurden Waffen und Gerät vom Hersteller (und oft auch vom Besitzer) mit individuellen Schriftzügen oder Symbolen gekennzeichnet. Dies geschah meist in Form von Gravuren sowie eingeprägten oder eingeschlagenen Zeichen. So finden sich z. B. bei Schusswaffen Prüfzeichen, Beschusszeichen, Zulassungszeichen usw.
Um immer größere Truppenteile mit identischem Material ausrüsten zu können, setzte sich infolge der industriellen Massenfertigung eine fortlaufende Nummerierung innerhalb einer Serie durch. Die Produktion gleicher Waffen und einzelner Teile an verschiedenen Standorten und von verschiedenen Zulieferern machte eine Normung erforderlich, um die Qualität zu erhöhen.
Nach dem Ersten Weltkrieg trat Anfang 1920 der Versailler Vertrag für Deutschland in Kraft, der u. a. den Abbruch von Befestigungen und Rüstungsbetrieben erzwang sowie die Herstellung von Militärtechnik stark begrenzte. Bis 1927 waren nur noch 13 Firmen für die Produktion von Heeresmaterial und 28 für Marinematerial zugelassen. Nach 1927 waren es insgesamt nur noch 33 Firmen, die deutsches Rüstungsgut fertigen durften. Um einerseits diese restriktiven Bestimmungen zu umgehen und andererseits in der Entwicklung der Militärtechnik nicht hinter anderen Staaten zurückzufallen, betrieben mehrere deutsche Firmen eine Entwicklung und Fertigung im Ausland. So entstanden auch in der Sowjetunion Zweigstellen u. a. von BMW, Henschel, Junkers und Krupp. Die Zusammenarbeit wurde im Vertrag von Rapallo auf eine rechtliche Grundlage gestellt.
Während der geheimen Aufrüstung bereits in der Weimarer Republik wurden ab Mitte der 1920er Jahre vom Heereswaffenamt verschlüsselte Hersteller-Kennzeichnungen gefordert; so entstand u. a. der S-Code. Firmenzeichen (heute: Markenzeichen) wurden ersetzt, um Unbefugten die Zuordnung von Waffen und Gerät zu Produktionsstätten und -standorten zu verwehren.

## Codierung

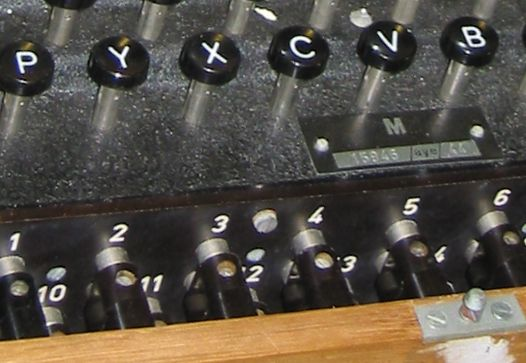
Das Typenschild dieser Enigma-M4 zeigt neben der Seriennummer 15943 das Fertigungskennzeichen aye für die Olympia Büromaschinenwerke AG in Erfurt.

Ursprünglich bestanden die Fertigungskennzeichen aus den Zahlen von 1 bis 99. Als sich die Notwendigkeit ergab, mehr als 99 Firmen zu benennen, wählte man dreistellige Ziffernfolgen beziehungsweise die Kombination der Zahlen 1 bis 99 mit einem Buchstaben. Ebenso gab es zweistellige Buchstabenkombinationen.
Die endgültige Verschlüsselung bestand aus drei Kleinbuchstaben (um Verwechslungen mit allgemeinen Abkürzungen oder Firmennamen zu vermeiden) und fand zwischen 1940 und 1945 Anwendung. Ab 1. Januar 1941 war die Verwendung obligat. Gelegentlich wurden Fertigungskennzeichen auch mehrfach vergeben. So teilte man nach Erlöschen einer Firma deren Zeichen einem anderen Betrieb zu.
Um Verwechslungen zu vermeiden, wurden Kennzeichen, bei denen ein „Kopfstehen“ des Codes eine andere Deutung zuließ, zusätzlich mit einem Punkt versehen (Beispiel: man verwendete das Kürzel „ddx.“, um eine Verwechslung mit „xpp“ zu vermeiden). Es gab jedoch auch weiterhin einige zweistellige Kennbuchstaben. Das Produktionsjahr wurde ebenfalls zweistellig angegeben, jedoch gelegentlich auch mit nur einem Buchstaben verschlüsselt.
An Waffen und Gerät, das aus Teilen verschiedener Zulieferer besteht, finden sich mehrere Fertigungskennzeichen.

## Weitere Zeichen
Manche Hersteller deutscher Militärausrüstung kennzeichneten ihre Erzeugnisse mit Abkürzungen (keine Fertigungskennzeichen). So verwendete die Reichszeugmeisterei der NSDAP das Kürzel „RZM“, und die Leistungsgemeinschaft deutscher Ordenhersteller verwendete eigene Codierungen.
Die nach dem Krieg veröffentlichten Deutschen Fertigungskennzeichen ermöglichen Forschern, Interessierten und Sammlern Aufschluss über die Hersteller von militärischer Ausrüstung aus der Zeit des Dritten Reiches.